# Advanced Synthesis and Catalysis
Advanced Synthesis and Catalysis (abreviatura Adv. Synth. Catal.), és una important revista científica dedicada a la química orgànica, química organometàl·lica i a la química aplicada; publicada des del 1834 per l'editorial alemana Wiley-VCH (Wiley-VCH Verlag GmbH & Co. KGaA). Des del 2012 es publica oberta per internet. El seu factor d'impacte és 5,542 el 2013. Ocupa la 7ena posició de qualitat de revistes dedicades a la química orgànica en el rànquing SCImago, i la 9ena en la categoria de catàlisi.
La Advanced Synthesis and Catalysis deu el seu alt impacte a l'enfocament únic de la revista, que publica nous i importants resultats de laboratoris acadèmics i industrials en la síntesi orgànica eficient, pràctica i amigable amb el medi ambient.
Es començà a publicar el 1834, en alemany, sota el nom de Journal für Praktische Chimie, fins a l'any 1991. Entre el 1992 i el 1998 s'anomenà Journal für Praktische Chimie/Chemiker-Zeitung; el 1999 i el 2000 es publicà amb el nom original Journal für Praktische Chimie; i a partir del 2001 adoptà el nom actual i passà a publicar-se en anglès. En tots aquests anys l'abreviatura és J. Prakt. Chem..